# Exacum zombense
Exacum zombense är en gentianaväxtart som beskrevs av Nicholas Edward Brown. Exacum zombense ingår i släktet Exacum och familjen gentianaväxter. Inga underarter finns listade i Catalogue of Life.